# ليون روش
ليون روش (بالفرنسية: Léon Roches)‏ (27 سبتمبر 1809 - 1901)، ولد في مدينة غرونوبل الفرنسية، كان سفير وممثل للحكومة الفرنسية في اليابان 1864-1868.
غادر ليون فرنسا في 30 يونيو 1832 للانضمام إلي والده الذي حصل على مزرعة في الجزائر. ومكث في القارة الأفريقية طيلة 32 سنة التالية. . تعلم ليون اللغة العربية بسرعة كبيرة، وبعد عامين تم تجنيده كمترجم للجيش الفرنسي في أفريقيا. ثم أصبح (ملازم) في سلاح الفرسان في الحرس الوطني الجزائري، للفترة 1835-1839. طلب منه الجنرال بيجو، التفاوض مع الأمير عبد القادر الجزائري لوقف القتال مع الفرنسيين. وقد حظي روش باحترام كبير من قبل مشايخ العرب.
في عام 1845، وبتوصية من الجنرال بيجو، انضم روش لوزارة الخارجية الفرنسية كمترجم. وفي عام 1846 أصبح مندوب رسمي(سكرتير مفوض) في طنجة، وبعد ذلك تولى مسؤوليات البعثة الفرنسية في المغرب.

## تظاهره بالإسلام
تظاهر بالإسلام، بعد قصة حب فاشلة، وبعد نشوب معركة بين الجزائريين والجيش الفرنسي، لم يستطع معها حمل السلاح ضد مواطنيه فغادر الجزائر. وصل ليون روش مكة المكرمة في نهاية عام 1257هـ/1841م في زي حاج مسلم، وتسمى باسم عمر بن عبد الله، ثم زار المدينة المنورة، وأعجب بالمسجد النبوي وفوانيسه، والكتابات المذهبة على الجدران. ثم عاد إلى مكة المكرمة، وبقي فيها أسبوعين، غادرها بعد ذلك إلى الطائف لمقابلة الشريف، الذي أكرم مثواه على أساس أنه عميل سياسي لفرنسا لا أكثر، وبحلول موسم الحج ذهب إلى مكة المكرمة. وكانت تراوده فكرة التحول إلى الإسلام، لكنه بقي على دينه حتى وفاته.
وفي جبل عرفات تعرف عليه بعض الجزائريون فصاحوا: (النصراني.. النصراني) وشعر أن نهايته قد اقتربت، وإذا ببعض الجنود يقبضون عليه، ويقيدونه، ثم يضعونه على ظهر جمل، وعرف أخيراً أن أولئك الجنود، هم من حرس الشريف، الذي بعثهم لتخليصه، ووضعه في أول سفينة ترسوا في ميناء جدة. كتب روش مذكراته بعنوان: (اثنان وثلاثون عاماً في الإسلام) وصدرت في جزين، وخصص الجزء الثاني للحديث عن مهمته في الحجاز، وقد ادعى روش أنه ثالث نصراني يدخل مكة المكرمة بعد الأسباني دومينجو باديا لبليخ (Domingo Badia Y Lebich ) المعروف باسم علي بك العباسي سنة 1222هـ/1807م، والإنجليزي جون لويس بوركهارت 1229هـ/1814م.

### ما قاله عن الإسلام
في كتابه «اثنان وثلاثون سنة في رحاب الإسلام» تحدث عن تجسسه بين المسلمين ومهمته التي أرسلته الحكومة الفرنسية لفعلها، وعن ادعائه الإسلام لمدة 33 سنة وتعلمه للغة العربية وآدابها، والإسلام وعلومه، واختباره الأمصار الإسلامية المهمة (الجزائر وتونس ومصر والحجاز والقسطنطينية)، ودراسته الشعوب العربية للقضاء عليها وعلى الإسلام واستحلال بلدانهم، ورشوته لشيوخ الصوفية لكي يأمروا الجزائريون بعدم مجاهدة فرنسا وحرمته ووجوب طاعتها، ومما قاله عن الإسلام وتجربته بشكل عام: «اعتنقتُ دين الإسلام زمناً طويلاً لأدخل عند الأمير عبد القادر دسيسة من قبل فرنسا، قد نجحت في الحيلة، فوثق بي الأمير وثوقاً تاماً، واتخذني سكريتيراً له، فوجدت هذا الدين - الذي يسبه ويُعيبه الكثيرون عندنا - أفضل دين عرفته، فهو دين إنساني طبيعي اقتصادي أدبي، ولَم أذكر شيئاً من قوانيننا الوضعية إلا وجدته مشروعاً فيه، بل إنني رجعت إلى الشريعة التي يسميها جول سيمون "الشريعة الطبيعية"، فوجدتها كأنها أُخذت عن الشريعة الإسلامية أخذاً، ثم بحثت عن تأثير هذا الدين في نفوس المسلمين فوجدته قد ملأها شجاعة وشهامة ووداعة وجمالاً وكرماً، بل وجدت هذه النفوس على مثال ما يحلم به الفلاسفة من نفوس الخير والرحمة والمعروف، في عالم لا يعرف الشر واللغو والكذب، فالمسلم بسيط لا يظن بأحد سوءاً، ثم هو لا يستحل محرماً في طلب الرزق، ولذلك كان أقل مالاً من اليهود وبعض المسيحيون، لقد وجدت في الإسلام حل المسألتين الاجتماعيتين اللتين تشغلان العالم طراً، الأولى: في قول القرآن "إنما المؤمنون إخوة"، فهذا أجمل مبادئ الاشتراكية، والثانية: في فرض الزكاة على كل ذي مال وتخويل الفقراء حق أخذها غصباً إن امتنع الأغنياء عن دفعها طوعاً وهذا دواء الفوضوية، إن الإسلام دين المحامد والفضائل، ولو إنه وجد رجالاً يعلمونه الناس حق التعليم، ويفسرونه تمام التفسير، لكان المسلمون اليوم أرقى العالمين، وأسبقهم في كل الميادين، ولكن وجد بينهم شيوخاً يحرفون كلمه، ويمسخون جماله، ويدخلون عليه ما ليس منه،  وإني تمكنت من استغواء بعض هؤلاء الشيوخ في القيروان والإسكندرية ومكة، فكتبوا إلى المسلمين في الجزائر يفتونهم بوجوب الطاعة للفرنسيين، وبأن لا ينزعوا إلى الثورة وبأن فرنسا خير دولة أُخرجت للناس، وكل ذلك لَم يكلفني غير بعض الآنية الذهبية!».

## روابط خارجية
- ليون روش على موقع الموسوعة البريطانية (الإنجليزية)